# Тарибо, Евгений Васильевич
Евгений Васильевич Тарибо (род. 1979, Курган) — российский правовед, судья Конституционного суда Российской Федерации (с 2025 года). Доктор юридических наук (2019), профессор. Действительный государственный советник юстиции Российской Федерации 2 класса.

## Биография
В 2000 году окончил Уральскую государственную юридическую академию (ныне — Уральский государственный юридический университет имени В. Ф. Яковлева).
В 2005 году в Российской академии правосудия защитил диссертацию на соискание учёной степени кандидата юридических наук по теме «Доктрины Конституционного Суда Российской Федерации в сфере налогообложения: теоретический и практический аспекты», а в 2019 году в диссертационном совете Московского государственного университета –  докторскую диссертацию по теме «Проблемы эволюционного развития российской модели судебного конституционного нормоконтроля».
В 2001 году поступил на службу в Секретариат Конституционного суда Российской Федерации на должность главного консультанта Управления конституционных основ административного права. Длительное время возглавлял Управление конституционных основ публичного права. В 2023 году утвержден Конституционным судом Российской Федерации руководителем Секретариата суда.
С 2010 года по настоящее время ведет научно-преподавательскую деятельность в Северо-Западном институте управления Российской академии народного хозяйства и государственной службы при Президенте Российской Федерации, профессор кафедры конституционного и административного права.
16 июля 2025 года Советом Федерации назначен судьёй Конституционного суда Российской Федерации по представлению Президента Российской Федерации Владимира Путина.

## Научная деятельность
Автор и соавтор научных работ, в том числе монографий и комментариев к законодательству, а также учебников и учебно-методических пособий. Сфера профессиональных интересов: конституционное, налоговое и административное право, конституционное судопроизводство.